# Paramispila bispecularis
Paramispila bispecularis – gatunek chrząszcza z rodziny kózkowatych i podrodziny zgrzypikowych. Jedyny przedstawiciel rodzaju Paramispila.

## Zasięg występowania
Gatunek ten występuje w Indiach.